# Emily Hampshire
Emily Hampshire, född 29 augusti 1981 i Montreal, är en kanadensisk skådespelare.
Hampshire har bland annat medverkat i TV-serierna Schitt's Creek (2015-2020), The Rig och Slip från 2023. Hon har även medverkat i filmen The End of Sex från 2022.

## Filmografi (i urval)
- 2015–2020: Schitt's Creek
- 2022: The End of Sex
- 2023: The Rig
- 2023: Slip
- 2023 – Self Reliance